# 도시 재조림

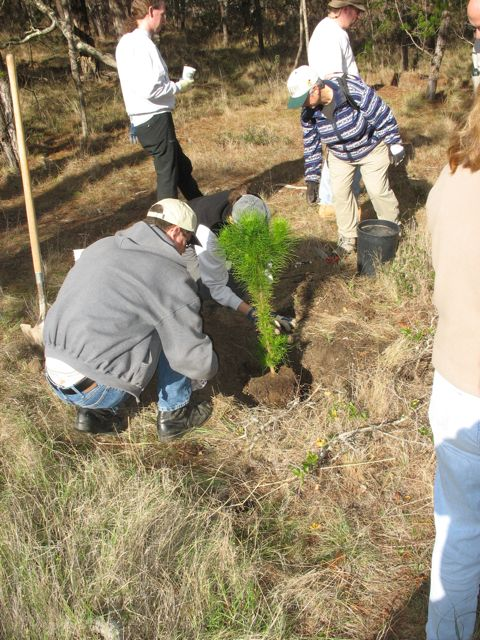
나무를 심고 있는 모습

도시 재조림 또는 도시 재삼림화(urban reforestation)는 일반적으로 도시 환경에 대규모로 나무를 심는 관행이다. 여기에는 도시원예와 도시 농업도 포함될 수 있다.

## 장점
도시 재조림을 실천하는 이유에는 도시 미화, 그늘 증가, 도시 기후 수정, 이산화탄소 격리 등에 따른 공기질 개선이 포함된다. 자연재해 이후 도시 숲의 복원 도시 재조림으로 인한 그늘 증가는 에어컨을 사용하는 난방 구조물에서 태양열이 차단되기 때문에 에너지 비용 감소로 이어질 수도 있다. 이러한 이점은 지역 자산 가치를 높이고, 거리의 빗물 오염 물질을 필터링하여 수질을 개선하고, 야생 동물, 특히 멸종 위기에 처한 종을 위한 더 많은 서식지를 만드는 데 도움이 될 수 있다.
도시 재조림은 실행을 위해 대규모 토지를 구매할 필요가 없기 때문에 효과적일 수도 있다.

## 같이 보기
- 도시 농업